# Christian Labour Association of Canada
La Christian Labour Association of Canada (Association travailliste chrétienne du Canada) est un syndicat jaune canadien fondé en 1952 et affilié à la Confédération syndicale internationale.